# Las Ondas Marteles

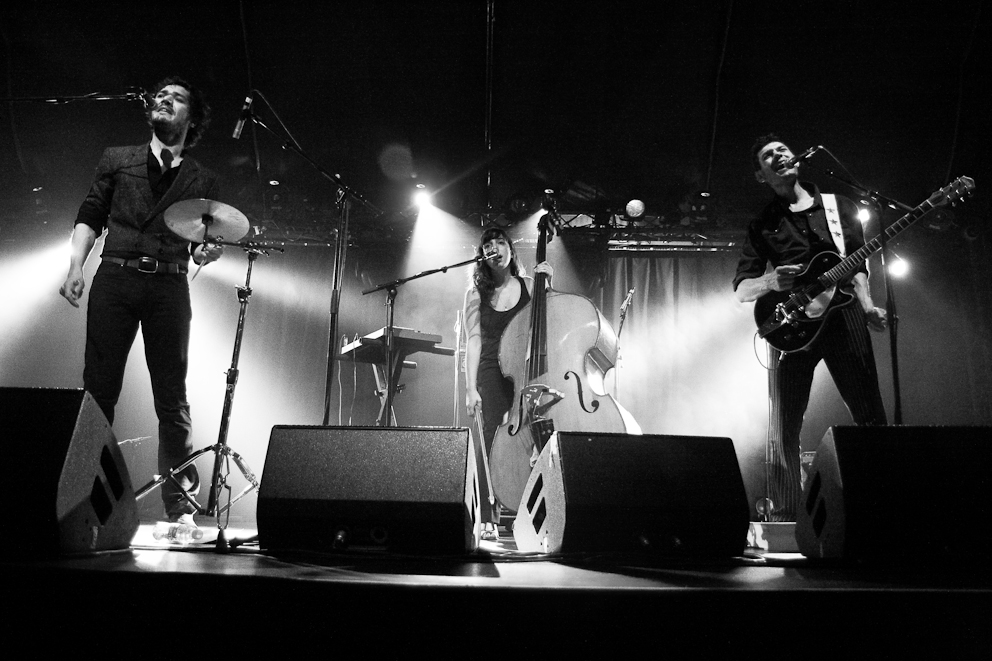
Las Ondas Marteles en concert au Cabaret Sauvage (Paris 19e) le 6 septembre 2009. Photo: Christophe Alary

Las Ondas Marteles est un groupe français de musique de tendances latino-américaine et rock, formé par les frères Sébastien et Nicolas Martel et la contrebassiste française Sarah Murcia.
Ondas signifie "ondes" en espagnol (par exemple pour les ondes hertziennes) et Marteles fait référence aux frères "Martel".
Sébastien Martel est un guitariste aux multiples influences (blues, folk, jazz, rock, musiques noires américaines, musiques antillaises, variétés françaises, musiques latino-américaines) qui a collaboré avec des artistes de renom (-M-, Camille, Alain Chamfort, Enrico Macias, Femi Kuti, Morcheeba, Julien Lourau, Magic Malik, Sinclair, Piers Faccini, Bumcello, De La Soul) et aussi un auteur-compositeur et un chanteur qui a sorti un album solo en 2003, Ragalet (Rag pour "ragtime" et galet en hommage aux galettes de sa grand-mère). En 2006, il sort un double album "Coitry".
Nicolas Martel, le frère de Sébastien, est aussi un chanteur de boléros et de tangos à la voix chaude et envoûtante ainsi qu'un acteur de théâtre.
La contrebassiste française Sarah Murcia, née en 1976, a notamment collaboré avec CharlÉlie Couture et Jeanne Balibar.
Passionné par les musiques latino-américaines depuis un voyage au Mexique, Sébastien Martel a fondé Las Ondas Marteles avec Nicolas et Sarah pour jouer ce répertoire et faire découvrir la poésie du méconnu Miguel Ruiz, chirurgien, chamane et auteur mexicain connu pour avoir écrit Les Quatre Accords toltèques (il a cherché des réponses aux questions de l'existence dans les traditions liées à ses origines toltèques).
Leur premier album, "Y después de todo" (Label Bleu, 2004), en hommage aux vers de Miguel Angel Ruiz, est sorti en 2004.
Cet album a été récompensé de trois fortissimo par le magazine Télérama. Voici l'avis de la FNAC sur cet album : "Un vrai souffle de fraîcheur dans un monde cubain devenu redondant. On est ici en territoire à la fois connu et inouï. Il s'agit ici avant tout de poésie".
Sur cet album, les trois artistes chantent et jouent des percussions, bien que les parties chantées sont principalement interprétées par Nicolas Martel. Sébastien joue aussi de la guitare et des flûtes et Sarah est à la contrebasse. 
Le groupe a aussi invité d'autres artistes à participer à la création de leur premier album : Idelis Ruiz (chœurs), Vincent Ségal (violoncelle) et Ibrahim Maalouf (trompette).
Las Ondas Marteles est crédité dans le générique du film "Le Chat Potté", pour une utilisation furtive d'une de leur chanson.
Leur deuxième album, "On da rocks" (Because, 2009), est d'inspiration rock n' roll et, sur les douze chansons qui composent cet album, 5 sont chantées en espagnol et 7 en anglais.